# 隔离审查
隔离审查是中华人民共和国司法在1994年之前对公职人员的一种措施。

## 历史
1979年4月27日，最高人民法院《关于罪犯在逮捕前被“隔离审查”的日期可否折抵刑期的复函》：

关于罪犯在逮捕、判刑前被“行政看管”、“隔离审查”的日期可否折抵刑期和是否需追回在“看管”和“隔离”期间已发工资的问题，我们同意你们的意见。折抵办法以“看管”、“隔离”一日折抵刑期一日。至于已经判处有期徒刑的罪犯，“看管”或“隔离”日期没有折抵刑期的问题，我们意见：现仍在服刑的，可补行折抵；已服刑期满的，即不必再作变动。

1991年12月17日，最高人民法院研究室关于隔离审查日期可否折抵刑期问题的电话答复广西壮族自治区高级人民法院：

　　你院请示中所提到的被告人，在被逮捕前被隔离审查期间，事实上完全限制了人身自由。这是对被告人采取的羁押措施。根据我院１９８４年（８４）法研字第１６号《关于依法监视居住期间可否折抵刑期问题的批复》的原则，如果被告人被判处刑罚的犯罪行为和被拘留或者被逮捕以前被羁押的行为系同一行为，不论羁押在何处，只要是完全限制了人身自由的，被羁押期间，即应予折抵刑期：羁押一日折抵管制刑期二日或者折抵拘役、有期徒刑刑期一日。

1990年12月9日中华人民共和国国务院颁发的《中华人民共和国行政监察条例》第二十一条规定，“监察机关在检查、调查中有权采取下列措施：……（五）责令有关人员在规定的时间、地点就监察事项涉及的问题作出解释和说明；……”1994年3月25日中共中央纪律检查委员会印发的《中国共产党纪律检查机关案件检查工作条例》第二十八条规定：“凡是知道案件情况的组织和个人都有提供证据的义务。调查组有权按照规定程序，采取以下措施调查取证，有关组织和个人必须如实提供证据，不得拒绝和阻挠。……（三）要求有关人员在规定的时间、地点就案件所涉及的问题作出说明；……”隔离审查逐渐被“双规”取代。